# 毛恒凤
毛恒凤（1961年12月9日—）是中国大陆的妇女权益维护者和社会活动家。由于上访，2004年到2005年毛恒凤被劳教，2006年到2008年毛恒凤因“故意破坏财产”被判處监禁。2008年11月29日，毛恒凤被释放，她开始支持刘晓波，2011年2月，毛恒凤被再度羁押。

## 生平
毛恒凤是一对双胞胎的母亲。1988年，毛恒凤再次怀孕，触犯《中国人口与计划生育条例》，毛恒凤拒绝堕胎，被羁押到精神病院。1989年2月28日，毛恒凤生下第三个孩子。3月20日，因为毛恒凤16天没有去上班，遭到公司解雇。毛恒凤用《中华人民共和国劳动法》起诉了自己工作的公司，要求恢复她的工作。1990年到2004年，毛恒凤一直在法院打官司，要求解雇她工作的公司进行赔偿、要求政府就强制堕胎赔偿以及要求保障“言论自由”，但是法院不予答复。
在毛恒凤自己为自己的事情打官司的同时，她也积极帮助上海市和山西省遭到强制拆迁、强制征收的失地农民等维权。她反对政府随意借口拘留上访者和对公民使用暴力。后来，毛恒凤因为支持刘晓波被逮捕。
毛恒凤经过不透明的审判之后，判决18个月的劳动教养，但是，她得到了上海人的支持。
2005年9月13日，毛恒凤和丈夫吴雪伟因为收留上访者被上海市警察殴打。后来，毛恒凤被以“搅乱社会治安罪”遭到警方传唤。
2006年，毛恒凤在六四纪念日遭到警方监禁，被软禁在上海的宾馆。 毛恒凤在宾馆打破了2个台灯，结果在6月30日被以“故意破坏财产罪”逮捕。
2007年1月12日，毛恒凤被判决2年半的监禁，羁押在上海。
毛恒凤和其丈夫上诉，上海市第二中级人民法院判决，没有释放毛恒凤。
2008年11月29日，毛恒凤被释放。
2009年12月25日，毛恒凤因为支持刘晓波被北京市中级法院以“扰乱公共秩序罪”判决。
2010年3月4日，毛恒凤遭到殴打，后经常被断绝食物和水。
2011年2月22日，毛恒凤因为长期遭到殴打而导致脑出血。
2011年7月28日，毛恒凤处于无意识状态，但是仍然处于警方监视之下。
2011年下半年，国际特赦组织呼吁中华人民共和国政府立即释放毛恒凤，将调查毛恒凤案件是否滥用职权和作出评估，同时提供独立医疗。